# Oxira vulpina
Oxira vulpina là một loài bướm đêm trong họ Noctuidae.